# Терапонт Белојезерски
Терапонт Белојезерски или Терапонт Можајски (рођен 1337. у Волоколамск — преминуо 27. маја 1426. у Можајску; рус. Ферапонт Можайский, Ферапонт Белозерский) је хришћански светитељ.
Рођен је 1337. године у граду Волоколамску у Московској области. Световно име му је било Теодор (рус. Феодор). Пореклом је био племић из породице Поскочњих (рус. Поскочиных). Од детињства је био побожан и склон монаштву.
У својој четрдесетој години је пострижен за монаха у московском Симоновом манастиру (рус. Симонов монастырь). Рукоположио га је тадашњи игуман манастира — свети Теодор Ростовски . У манастир је повремено долазио свети Сергије Радонежски  чије је поуке Терапонт слушао. У манастиру се упознао и спријатељио са светим Кирилом Белојезерским .
Једном је по послушању отишао на север у Белојезерски крај да завршава манастирске послове. Сурови северни предели су привукли Терапонта и он је решио да остане у њима ради подвижништва. Према хришћанском предању у међувремену се светом Кирилу јавила Богородица и поручила му да иде на север. Након Терапонтовог повратка у Симонов манастир, двојца монаха су одлучила да оду у околину Белог језера (рус. Белое озеро). Када су добили благослов од игумана отишли су на север.
Живели су заједно у направљеној келији, поред Сиверског језера (рус. Сиверское озеро). После неког времена Терапонт је отишао да живи сам, као отшелник. На месту где су основали келију и где је Кирил остао, убрзо је основан Кирило-Белојезерски манастир (рус. Кирилло-Белозерский монастырь). Терапонт је отишао 15 врста далеко од заједничке ћелије на подручје између два језера — Бородајевског (рус. Бородаевское озеро) и мањег Паског (рус. Пасское озеро). Ту је рашчистио земљу и направио себи колибу. Тако је наставио са подвижништвом као отшчелник у тиховању и молчалништву. Током тог периода често су га нападали разбојници који су га пљачкали.
Након неког времена око њега су се скупили други љубитељи усамљеничког молитвеног тиховања. Када се скупио већи број пустињака, Терапонт је осоновао манастир 1398. године. Овај манастир и данас постоји и познат је као Терапонтов манастир. Прво је саграђена дрвена црква која је посвећења Рођењу Пресвете Богородице. Манастир је постепоено почео да напредује а монаси су предвођени Терапонтом градили келије, преписивали књиге и осликавали храм. У манастиру је уведен општежитељни типик који је строго поштован. Манастир и Терапонт су постали познати далеко ван Белојезерског краја.
Почетком 15. века подручје око Белог језера се налазило у саставу Можајског књажевства (рус. Можайское княжество), удеоног књажевства у саставу Велике московске кнежевине. Овим књажевством је владао књаз Андреј Димитријевич Можајски, трећи син кнеза Велике московске кнежевине Димитрија Донски. Пошто је чуо о Терапонту, Андреј је 1408. године замолио старца да оснује манастир у престоници књажевства — Можајску.
Иако му је било тешко да напусти манастир у коме се подвизавао 10 година, по савету осталих монаха Терапонт је прихватио Андрејеву понуду. Ускоро по доласку, недалеко од града Можајск у селу Лужки, Терапонт оснива манастир посвећен Рођењу Пресвете Погородице. Манастир је основан на десној обали реке Москве. По благослову светог Фотија, тадашњег митрополита кијевског и све Русије, манастир постаје седиште архимандрије, а Терапонт добија чин архимандрита. У новом манастиру Терапонт је остао наредних 18 година, све до своје смрти 27. маја 1426. године. Сахрањен је уз северни зид Саборне цркве Пресвете Богородице. Касније је уз гробницу дозидана црква посвећена Светом Јовану Лествичнику, да би 1720. године била преименована у цркву посвећену преподобном Терапонту.
Убрзо након његове смрти, народ је почео да поштује Терапонта као светитеља. Његове нетрулежне мошти су пронађене 1514. године. Православци верују да су се над његовим моштима догодила многобројна чуда. Након сабора у Москви 1547. године Терапонт је канонизован и проглашен светитељем и чудотворцем.
Православна црква слави га као светитеља 27. маја и 27. децембра по црквеном, а 9. јануара и 9. јуна по грегоријанском календару.